# ماجراجویی‌های شگفت‌انگیز نیلز

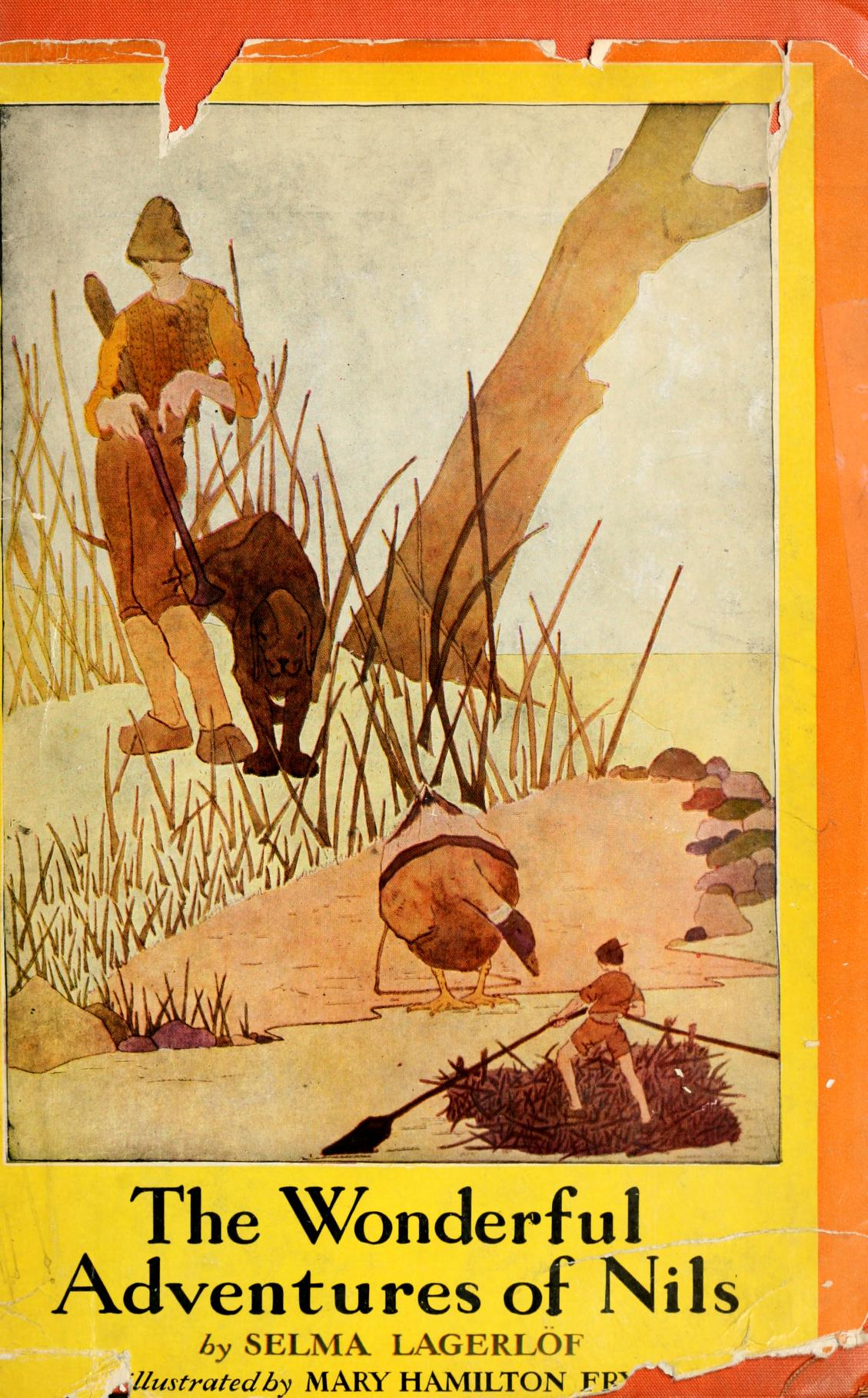
جلد کتاب «ماجراهای شگفت‌انگیز نیلز» منتشر شده در سال‌های ۱۹۰۶/۰۷ و نسخه انگلیسی آن در سال ۱۹۱۳.

ماجراجویی‌های شگفت‌انگیز نیلز (سوئدی: Nils Holgerssons underbara resa genom Sverige)، ترجمه: سفر شگفت‌انگیز نیلز هولگرسون در سراسر سوئد) اثری داستانی از نویسندۀ سوئدی سلما لاگرلوف، اولین زنی است که جایزۀ نوبل ادبیات را دریافت کرد.
انیمۀ تلویزیونی ماجراجویی‌های شگفت‌انگیز نیلز از روی همین اثر ساخته شده است.